# Philedia connecta
Philedia connecta là một loài bướm đêm trong họ Geometridae.